# 龙桂乡
龙桂乡，是中华人民共和国四川省南充市顺庆区曾经下辖的一个乡。2019年9月，撤销永丰镇和龙桂乡，将其所属行政区域划归双桥镇管辖。

## 行政区划
龙桂乡撤销前下辖以下地区：
龙桂村、何家店村、文家坝村、五通山村、九岭山村、苏家店村、乡青岩寺村、彭家坝村、三河口村、田家坝村、锣打山村、张拔山村和火盐岩村。